# Phonotaenia aethiopica
Phonotaenia aethiopica är en skalbaggsart som beskrevs av Franz Antoine 2005. Phonotaenia aethiopica ingår i släktet Phonotaenia och familjen Cetoniidae. Inga underarter finns listade i Catalogue of Life.